# Shirley Valentine
Shirley Valentine és una pel·lícula britànico-estatunidenca dirigida per Lewis Gilbert, estrenada l'any 1989. Ha estat doblada al català.

## Argument
Shirley Valentine és una mestressa de casa de quaranta anys en ple qüestionament i en plena retrospectiva sobre la seva vida, els seus somnis, els seus fills, la seva parella. Presa en la rutina infernal de la vida en una trist suburbi de Liverpool, presonera de les jornades monòtones i sense sorpreses, analitza la situació parlant a les parets de la seva cuina. Una amiga de Shirley li proposa un viatge a Grècia que ha guanyat en un concurs. Després de les indecisions es decideix i vola cap a una illa grega en companyia de la seva amiga i d'un espantós grup de turistes. A poc a poc Shirley agafa confiança en ella mateixa i gaudeix finalment d'aquesta llibertat abandonada des de fa tant d'anys. Shirley en aquesta estada es deslliga completament de la seva amiga i del grup de turistes per descobrir els encants de Grècia en companyia dels habitants de l'illa. En el moment del retorn a Londres fa mitja volta en ple aeroport i decideix finalment quedar-se a Grècia.

## Repartiment
- Pauline Collins: Shirley Valentine-Bradshaw
- Tom Conti: Costas
- Julia McKenzie: Gillian
- Alison Steadman: Jane
- Joanna Lumley: Marjorie
- Sylvia Syms: Headmistress
- Bernard Hill: Joe Bradshaw
- Marc Zuber: Renos